# René Joffroy
René Joffroy (Chaumont, 10 giugno 1915 – Châtillon-sur-Seine, 5 febbraio 1986) è stato un archeologo francese.
La sua fama è legata alla scoperta della tomba di Vix, nella Côte-d'Or.

## Biografia

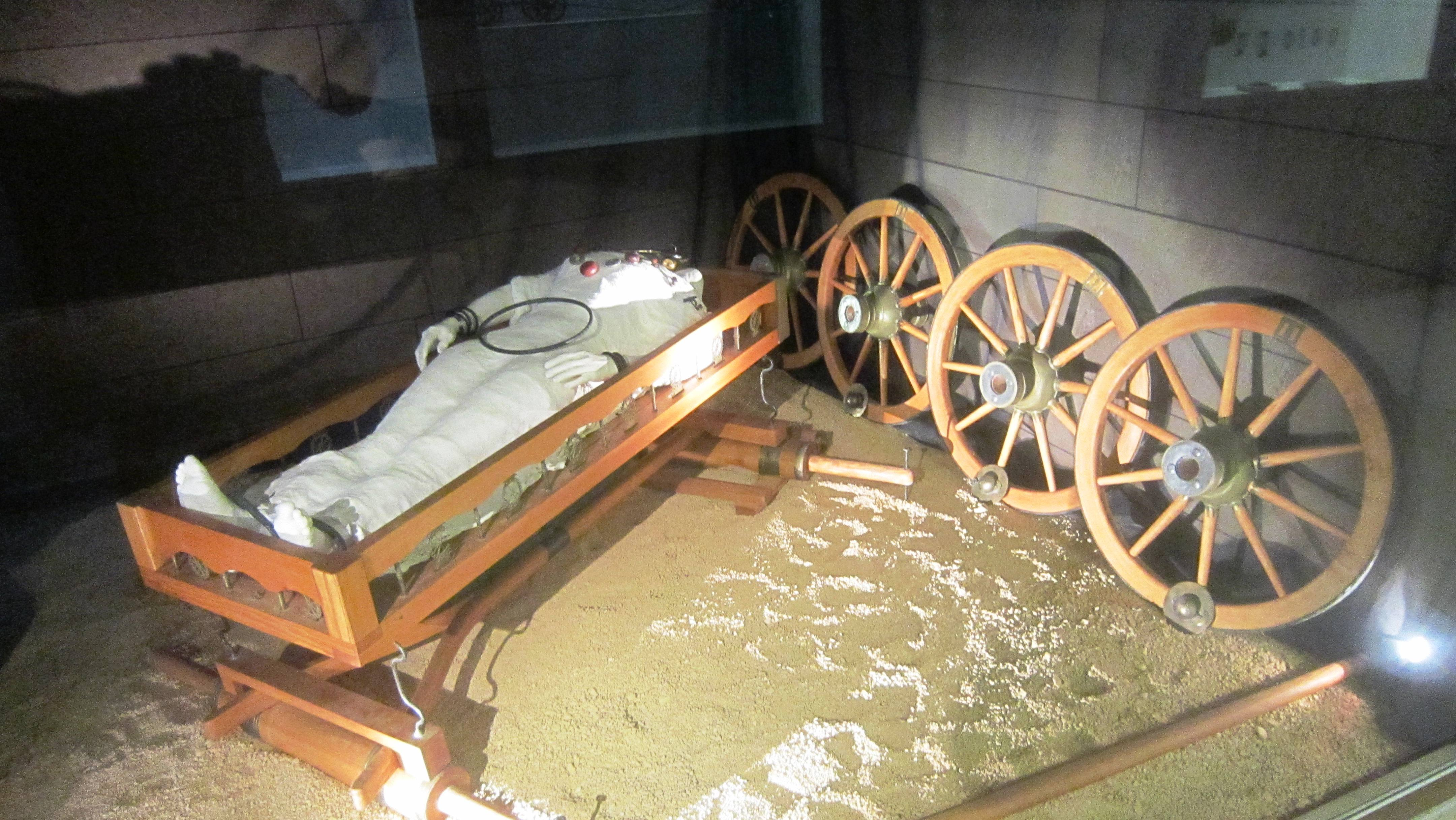
Tomba di Vix

Con una formazione universitaria solida e varia, titolare di lauree in lettere e in scienze, Réné Joffroy s'interessò a diverse discipline, dalla storia all'etnologia e alle lingue antiche e insegnò filosofia dal 1940 al 1953 nel collegio di Châtillon-sur-Seine, ma fu l'archeologia ad appassionarlo al punto che divenne la sua unica attività.
Dal 1936 partecipò da amatore a cantieri di ricerca preistorica in diverse grotte della Haute-Marne e della Côte-d'Or. Dal 1947 fu conservatore del piccolo museo di Châtillon-sur-Seine interessandosi ai due siti che forniscono gli oggetti alla collezione del museo, la città gallo-romana di Vertillum e l'oppidum protostorico del monte Lassois, a pochi chilometri dalla città, oggetto di scavi fin dal 1930.
S'interessa dei diversi tumuli del periodo di Hallstatt, risalenti all'età del ferro, e pubblicò uno studio sulla ricca collezione ritrovata nell'Ottocento nella tomba con carro di Sainte-Colombe-sur-Seine, ponendosi il problema delle relazioni di queste diverse sepolture con l'importante oppidum del monte Lassois. Nel gennaio 1953, le sue ricerche furono coronate dal successo della scoperta della tomba di Vix, sepolcro hallstattiano ritrovato intatto, che oggi rende noto, con il famoso cratere di Vix, il museo del Châtillonais.
Grazie a questa scoperta e alle pubblicazioni relative, egli diviene particolarmente noto. Nominato nel 1964 conservatore del museo delle Antiquités nationales di Saint-Germain-en-Laye e presidente onorario della Société préhistorique de France, insegnò anche all’École du Louvre.